# Vlag van Aguascalientes

Vlag van Aguascalientes (ratio 4:7)

De niet-officiële vlag van Aguascalientes toont het wapen van Aguascalientes centraal op een witte achtergrond, waarbij de hoogte-breedteverhouding van de vlag net als die van de Mexicaanse vlag 4:7 is.
Net als de meeste andere staten van Mexico heeft Aguascalientes geen officiële vlag, maar wordt de hier rechts afgebeelde vlag op niet-officiële wijze gebruikt.